# Арима Наозуми
Арима Наозуми (1586-1641) био је јапански великаш из периода Едо.

## Биографија
Син хришћанског великаша Арима Харунобуа, Наозуми је у младости крштен под именом Михаел Арима. Након што је његов отац осуђен на смрт због учешћа у завери Окамото Даихачија (1612), наследио је породичне поседе у Шимабари на острву Кјушу. После забране хришћанства у Јапану (1614), одрекао се вере и постао прогонитељ хришћана. Недовољно успешан у настојању да натера своје поданике да се одрекну хришћанства, 1614 (или почетком 1615) је премештен на други феуд, Нобеока у провинцији Хјуга, вредан 53.000 кокуа. Иза себе је оставио немирно хришћанско становништво и расадник побуне Шимабара која је избила 1637. Са својим вазалима учествовао је у опсади замка Хара (1638) и гушењу побуне својих ранијих поданика у Шимабари.